# Kōichi Toyama
Kōichi Toyama (外山 恒一, Toyama Kōichi) est un musicien japonais né le 26 juillet 1970 à Hayato (maintenant Kirishima) dans la préfecture de Kagoshima. D'abord engagé à gauche, il a été candidat pour devenir gouverneur de Tokyo en 2007. Il vire cependant à l'extrême droite après avoir passé deux ans en prison (pour violence domestique sur son ex-compagne), en se définissant lui-même comme « fasciste ».
Il a gagné une certaine notoriété grâce à son spot vidéo qu'un américain a enregistré lors d'un de ses discours et posté sur le site internet YouTube, vidéo qui a d'ailleurs engendré de nombreuses parodies.
Parmi la quarantaine de candidats aux élections, Toyama arriva 8e avec 15 059 votes soit 0,27 % du total des voix récoltées.